# Stroganov
Stroganov var en rysk köpmannafamilj från Novgorod som sedermera adlades och kom att spela en viktig roll i rysk historia fram till den ryska revolutionen.
Stamfadern var en rik köpman i Novgorod under 1500-talet. Hans efterkommande drev vidsträckt handels- och koloniseringsverksamhet i norra Ryssland, förvärvade genom exploatering av de olika folken där koloniala rikedomar, fick sin besittning av vidsträckta områden vid Kama och Ural bekräftad av Ivan IV och vände sig sedan med hjälp av kosackhetmanen Jermak mot mongolerna på andra sidan Ural, erövrade deras huvudstad Sibir och vann åt Ryssland stora delar av Sibirien. I gengäld fick ätten monopol på handeln, rätt att ha egna trupper och fästningar och att utöva domsrätt över sina underlydande. Dessa privilegier upphävdes av Peter den store, vilken som kompensation utnämnde släktens medlemmar till baroner (senare fick ett par grenar grevetiteln).

## Utmärkelser
Asteroiden 6437 Stroganov är uppkallad efter familjen.